# Hervormde Kerk (Slootdorp)
Hervormde Kerk is een kerkgebouw aan de Brink 53/55 in het Noord-Hollandse Slootdorp. De zaalkerk is bedekt met hollandse pannen. Na de Tweede Wereldoorlog is de inundatieschade in de kerk door architect G. van Hoogevest uit Amersfoort hersteld. De kerk met bijbehorende kosterswoning staat sinds 2001 als rijksmonument ingeschreven in het monumentenregister.
In de kerk staat een orgel gebouwd door Firma J. de Koff uit 1932.
Sinds 1998 wordt de kerk gebruikt als cultureel centrum.